# Qualifikator
Qualifikatoren (englisch qualifier) sind in der Dokumentation Zusätze zu Deskriptoren, mit denen diese zur Unterscheidung von Homonymen (als Homonymzusätze) oder zur Spezifizierung (als Rollenindikator) erweitert werden. Qualifikatoren werden üblicherweise als Zusatz in Klammern angegeben.

## Qualifikatoren als Homonymzusätze
Homonyme sind Wörter, die für verschiedene Begriffe stehen können. Im Rahmen der Dokumentation müssen Homonyme ebenso wie Polyseme, die zwar einen gemeinsamen Ursprung, aber eine unterschiedliche Bedeutung haben, eindeutig unterschieden werden. Dieser Vorgang wird als Terminologische Kontrolle bezeichnet. Das Wort „Platin“ kann beispielsweise sowohl für das Element Platin als auch für einen Plattenpreis (Platin-Schallplatte) stehen. Mögliche Deskriptoren mit Homonymzusätzen sind dann:
- Platin (Metall)
- Platin (Auszeichnung)

## Qualifikatoren als Funktionsdeskriptor
Trotz terminologischer Kontrolle kann ein Deskriptor in einem Dokumentationssystem unterschiedliche Bedeutungen haben und in unterschiedlichen Rollen auftreten. Um diese Rollen näher zu beschreiben, werden Funktionsdeskriptoren (englisch role-indicators oder roles) eingeführt. Der Deskriptor wird dabei aus einem inhaltlichen Deskriptor und einem Funktionsdeskriptor zusammengesetzt.
Beispielsweise kann das Element Platin unter anderem unter dem Aspekt des Abbaus und der Gewinnung, als Ware an der Rohstoffbörse und als Ausgangsstoff zur Herstellung bestimmter Produkte wie zum Beispiel Katalysatoren und Schmuck verwendet werden. Mögliche zusammengesetzte Deskriptoren wären dazu:
- Platin (Abbau)
- Platin (Rohstoff)
- Platin (als Handelsware)
- Platin (in Katalysatoren)
- Platin (Schmuck)

Im Gegensatz zu Homonymzusätzen können Funktionsdeskriptoren sowohl nach dem Prinzip der Präkombination im Ordnungssystem vorab festgelegt als auch frei kombinierbar verwendet werden. Eine weitere Möglichkeit besteht darin, nach dem Prinzip der Facettenklassifikation nur eine begrenzte Auswahl von Deskriptoren zur Spezifizierung zuzulassen. Beispielsweise könnte eine Facette die Funktionsdeskriptoren „Herstellung“, „Handel“ und „Verwendung“ beinhalten.
Um Funktionsdeskriptoren gewinnbringend einsetzen zu können, muss ein Dokumentationssystem geeignete Funktionen bereitstellen, mit denen inhaltlicher Deskriptor und Funktionsdeskriptor unabhängig voneinander angegeben werden können, ansonsten können im Falle der Präkombination auch andere Verfahren zur Homonymkontrolle angewandt werden – beispielsweise Komposita wie „Platinherstellung“ anstelle von „Platin (Herstellung)“.
Die Verwendung von Funktionsdeskriptoren ist nicht mit dem allgemeinen Prinzip der Postkombination von Deskriptoren zu verwechseln. Funktionsdeskriptoren sind nämlich eine Form der syntaktischen Indexierung, da mit ihnen die Beziehungen zwischen den Deskriptoren kenntlich gemacht werden. Bei der gleichordnenden Indexierung werden dagegen Deskriptoren ohne Rücksicht auf ihren logischen Zusammenhang aneinander gereiht.